# Epoché
Epoché (również redukcja fenomenologiczna) (stgr. ἐποχή) – termin filozoficzny wywodzący się z filozofii starożytnych sceptyków (Pyrron z Elidy). Oznacza wstrzymanie lub moment wstrzymania sądu metafizycznego (por. krytyka metafizyki) co do sposobu istnienia świata, czasowe wzięcie w nawias pewności co do przekonań i założeń. 
Jest to czerpiący z kartezjanizmu postulat Edmunda Husserla, który stanowi podstawę fenomenologii, oznacza tu moment wstrzymania, od którego konstruowana jest nowa filozofia, a porzucana stara. Husserl mówiąc o epoché używa znanej metafory brania w nawias. Porównaj również kantowską teorię o niedocieralności do "rzeczy samych w sobie".
Od spostrzeżeń prowadzących do solipsyzmu odróżnia epoché m.in. chwilowość, oraz to, że niepewność co do dotychczas uznawanych praw natury może dotyczyć innych, niż niezależność i zewnętrzność względem podmiotu poznającego, cech istnienia świata. 

## Podobne zagadnienia w naukach szczegółowych
- Zasada nieoznaczoności w fizyce
- Twierdzenia Gödla w matematyce/logice
- Problem nierozstrzygalny w informatyce
- Rachunek błędów, niepewność pomiaru w naukach czysto-empirycznych